# Mónica Alessandría
Mónica Alessandría (Buenos Aires, 11 de mayo de 1957) es una ex-actriz y profesora argentina.

## Carrera
Hija de Betty y Luis Emilio Alessandría, se inició como actriz a fines de la década de 1960, cuando tenía tan solo nueve años. Allí fue a un concurso en el programa Mejor nos reímos, ya que solía bailar e imitar a Violeta Rivas y a Rita Pavone. Estudió actuación con Agustín Alezzo y su madrina artística fue la primera actriz Irma Roy.
Luego trabajó en tiras y telecomedias entre ellas, Viernes de Pacheco con Osvaldo Pacheco, Jacinta Pichimahuida, la maestra que no se olvida con Silvia Mores (y luego con Evangelina Salazar), María Valenzuela y Pablo Codevilla; Alta Comedia, en el episodio Nostradamus  junto a Patricia Castell, José María Langlais y Daniel Lago; Y lo dijo el señor: honrarás a tu madre, emitido por Canal 9 y encabezado por Rosa Rosen; y Esto es teatro con Dario Vittori, Irma Córdoba, Susana Campos y Gilda Lousek. Su hermana Claudia también tuvo una breve intervención en televisión para el programa Sábados de la bondad (en el especial La mesa redonda de los niños).
Alessandría actuó en dos películas: ¡Al diablo con este cura! junto a Luis Sandrini y Elizabeth Killian en 1967; y en Esperando la carroza en 1985 de la mano de Alejandro Doria, donde encarnó a "La Pocha", la hija de Clotilde Borella en la película. Allí compartió pantalla con grandes de la escena nacional como China Zorrilla, Antonio Gasalla, Andrea Tenuta y Betiana Blum.
Tras abandonar la actuación en los 90, Alessandría completó el profesorado de educación física. Aunque trabajó como profesora de distintos ritmos, caño, natación y educación física en varias instituciones, actualmente se desempeña como administrativa en el colegio Mariano Moreno de Buenos Aires y da clases de Pilates. Durante el verano, se instala en Mar de Ajó donde anima y da clases de gimnasia a niños y adultos en un famoso hotel de la zona. Fue también entrenadora del equipo de fútbol del Club Atlético All Boys.

## Televisión
- 1965: Viernes de Pacheco en el ep.Los Mártires de Alcara, junto a Estela Molly, Pepita Martin, Juan Carlos Barbieri, Alberto Anchart y Estela Vidal.
- 1966: Jacinta Pichimahuida, la maestra que no se olvida
- 1968: Teleteatro de Myriam de Urquijo
- 1969: Esto es teatro
- 1969: Y lo dijo el señor: Honrarás a tu madre
- 1970: Alta Comedia
- 1990: Atreverse
- 2018: Club de vida

## Filmografía
- 1985: Esperando la carroza.
- 1967: ¡Al diablo con este cura!.

## Teatro
- 2019: Evento Carrocero", participación especial.
- Crimen y castigo
- 1967: La tierra grita con Jorge Márquez y Pablo Codevilla.